# Ваутер Вејлант
Ваутер Вејлант (зфлам. Wouter Weylandt; 27. септембар 1984 — 9. мај 2011) био је белгијски бициклиста, члан екипе Квик-степ, а касније Леопард трек. Трагично је приминуо након пада у трећој етапи трке Ђиро ди Италија.

## Каријера
У септембру 2004. године, Вејлант је постао члан тима Квик Степ, 2005. је био члан Белгијског тима на светском првенству за возаче до 23 године.
Вејлант је прешао у професионалце 2005. године, али му је почетком године откривена мононуклеоза. Завршио је пети на трци Меморијал Рик Ван Штеберген.
Године 2006, у својој првој комплетној сезони, осваја пето место на трци Три Дана Западне Фландрије, а најбољи резултат му је освајање класификације по поенима на Туру Пољске.
Године 2007, завршава други на трци Западне Фландрије, освојивши етапу, осваја етапу и на Туру Белгије и Енеко Туру, а на Туру Пољске је носио лидерску мајицу након екипног хронометра на првој етапи.
Године 2008. осваја Куршан трку, а у априлу осваја треће место на класику Гент - Вевелгем. Вејлант узима учешће и на Вуелта а Еспањи, као помоћник за Тома Бонена у спринту, и успева да победи на етапи 17.
Године 2009, бележи само две етапне победе и у недостатку добрих резултата 2009. и почетком 2010. био је критикован од стране спортског директора Квик Степ тима, Патрика Лефевреа. У мају, осваја трећу етапу на Ђиро ди Италија трци. Напустио је трку неколико дана касније и, патећи од гастроентеритиса, хоспитализован је.
Након што му уговор са Квик Степ тимом није продужен, прешао је Леопард Трек, где је био други спринер. Вејлант је ушао у тим за Ђиро ди Италија 2011. као лид - аут човек за Данијелеа Бенатија, међутим, неколико дана пре почетка, Бенати је отпао из тима за Ђиро.

## Смрт
На етапи 3, Вејлант је пао током спуста са успона Пасо дел Боко, доживевши фаталну повреду.
На неких 17 километара до краја етапе, караван се спуштао низ Пасо дел Боко, Вејлант је јурио главну групу, возећи брзином од око 80 на сат. Вејлант је погледао преко рамена остале возаче, а затим је изгубио контролу и пао. Возило медицинске помоћи на Ђиру стигло је за 20 секунди, али су могли само да констатују смрт. Његова девојка је тада била у петом месецу трудноће, родила је ћерку 1. септембра 2011.